# Euproctis xanthorroea
Euproctis xanthorroea är en fjärilsart som beskrevs av Charles Oberthür 1916. Euproctis xanthorroea ingår i släktet Euproctis och familjen tofsspinnare. Inga underarter finns listade i Catalogue of Life.